# John Jonston

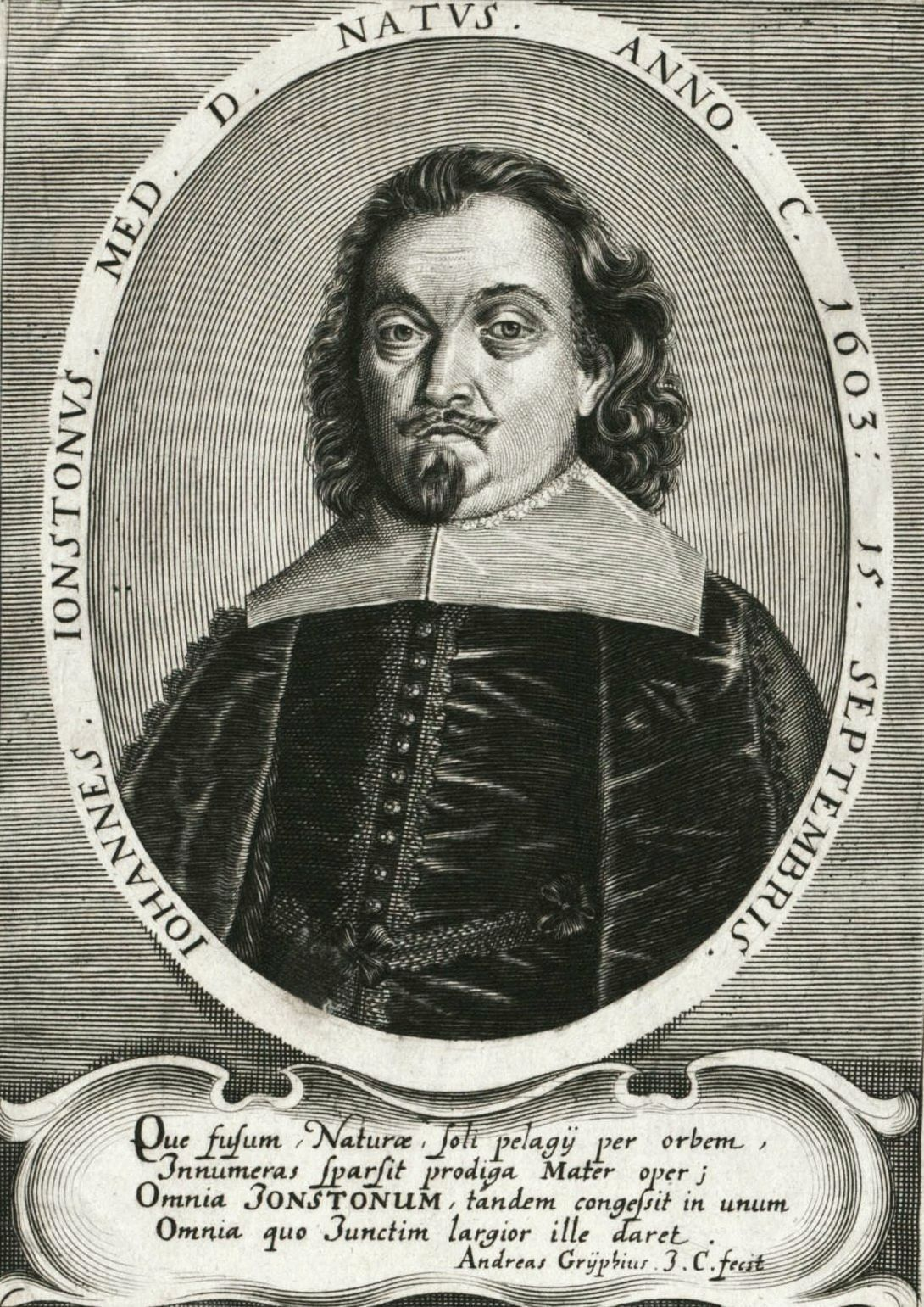
Incisione di Jonston, ca. 1650

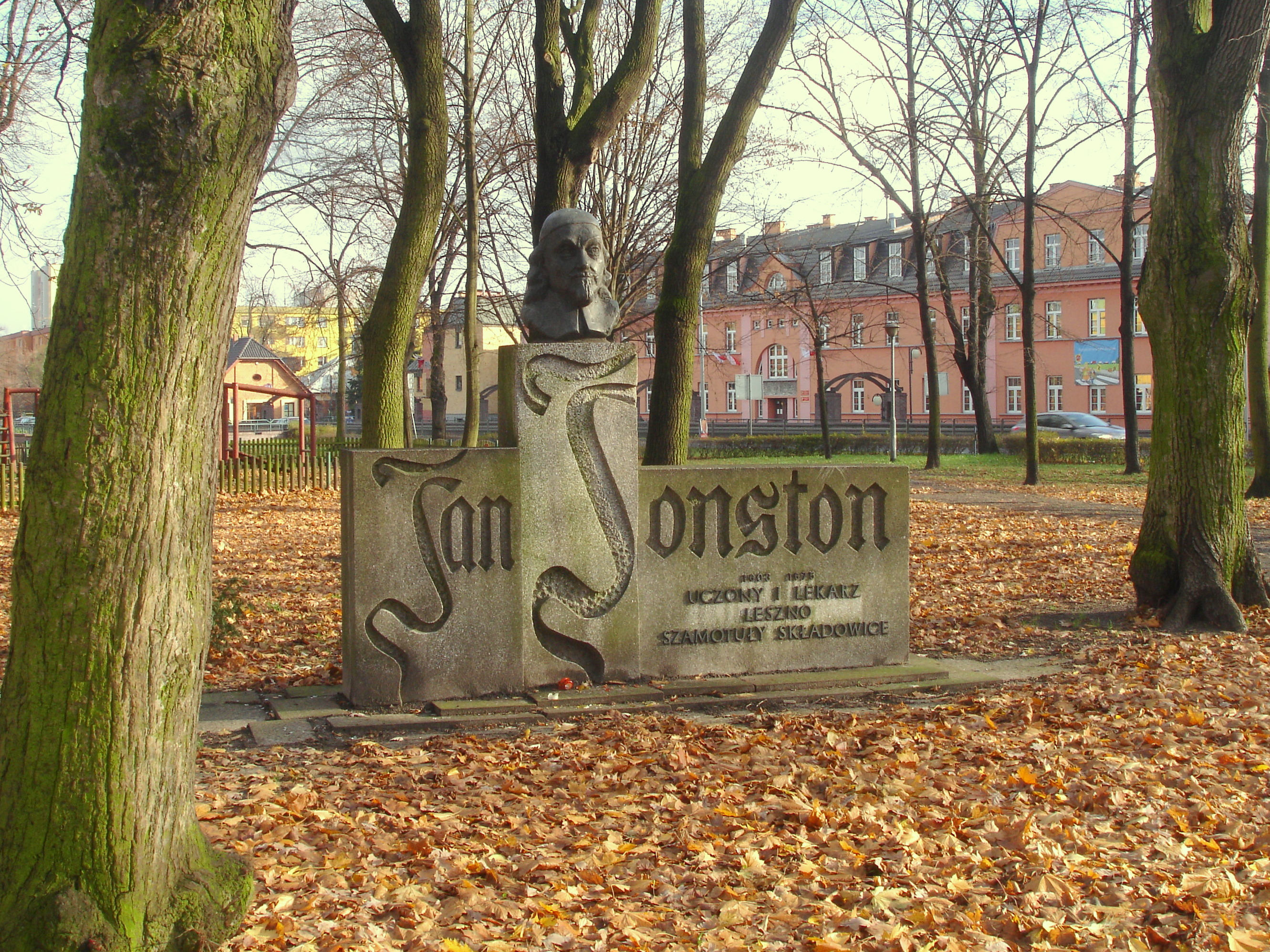
Monumento a Jan Jonston, Leszno

John Jonston in lingua polacca Jan Jonston e in lingua latina Joannes Jonstonus (Szamotuły, 15 settembre 1603 – Legnica, 8 giugno 1675) è stato un medico, biologo e botanico polacco discendente dalla nobiltà scozzese e imparentato con la famiglia polacca Leszczyński.

## Biografia
Jonston era figlio di Simon Johnston, che era emigrato dalla Scozia alla Confederazione polacco-lituana. I suoi primi studi vennero pagati da uno dei suoi zii paterni, che si era trasferito nella Confederazione con suo padre.
Dal 1611 frequentò la scuola dei Bohemian Brothers a Ostroróg, quindi lo Schoenaichianum a Bytom, e dal 1619 il gymnasium a Toruń, nella Prussia reale. Essendo un calvinista, non poté frequentare la cattolica Università Jagellonica. Pertanto ottenne la sua prima laurea all'Università di St. Andrews (1622–25; M.A., 1623), dove studiò teologia, filosofia scolastica e lingua ebraica. Tra i suoi finanziatori vi fu il Primate di All Scotland, John Spottiswood.
Nel 1625 Jonston tornò al Confederazione polacco-lituana. Fino al 1628 fu un precettore privato nella famiglia della famiglia Kurtzbach-Zawadski a Leszno, dove era un membro attivo della comunità Czech Brethren. Intorno al 1625-28 pubblicò Enchiridion historiae naturalis, che nel 1657 sarebbe stato tradotto in inglese.
Nel 1628 intraprese un viaggio nel Sacro Romano Impero (Wittenberg, Lipsia, Francoforte sul Meno, Franeker) per completare i suoi studi. Frequentò l'Università di Cambridge, dove studiò botanica e medicina e le università di Francoforte, Franeker e Leida, immatricolatosi nel 1630. Lo stesso anno gli venne offerta una cattedra di filosofia a Deventer ma rinunciò, preferendo far ritorno alla Confederazione per fare nuovamente il precettore privato. Si impiegò presso Rafał Leszczyński, voivoda di Bełz, facendo da insegnante a suo figlio, Bogusław Leszczyński.
Nel 1632 Jonston si recò all'estero con Bogusław e molti altri figli dei magnati della Confederazione. La loro prima tappa fu Franeker (1632), seguita da Leida e Amsterdam, e quello stesso anno Jonston pubblicò il suo Thaumatographia naturalis. Nel 1634 visitarono l'Inghilterra, tornando poi a Leida, dove Jonston si laureò in medicina; poco dopo avrebbe ricevuto un secondo diploma di laurea ( ad eundem) a Cambridge. Quello stesso anno ricevette anche un dottorato da entrambe le università, per la sua tesi De febribus (Sulle febbri). Bogusław, Jonston e gli altri si recarono in viaggio in Europa fino al 1636, tornando in Polonia dopo la notizia della morte del padre di Bogusław. Jonston tornò a Leszno, rimanendo al servizio dei Leszczyński, con il titolo di Archiater et Civitatis Lesnensis Physicus Ordinarius.
A Leszno insegnò al locale gymnasium, dove fece amicizia con Comenio, che era un altro importante membro della scuola. Nel 1642 Jonston rifiutò di nuovo un'offerta per presiedere un dipartimento all'estero (questa volta, quello di medicina a Francoforte). Nello stesso anno, la sua Idea universae medicinae practicae fu pubblicata ad Amsterdam (sarebbe stata tradotta in inglese nel 1652). Jonston rifiutò ulteriori offerte da Heidelberg e Leida.
Nel 1652 acquistò (o ereditò) una proprietà a Ziebendorf (ora Składowice) vicino Legnica. Nel 1665, in seguito alle guerre polacco-svedese (Il diluvio come vennero chiamate), che peggiorarono gli atteggiamenti pubblici nei confronti dei protestanti della Confederazione, si ritirò da Leszno nella sua proprietà. Rimase lì per il resto della sua vita.
Morì a Legnica intorno al 1675.

## Opere
- Historiae naturalis de quadrupedibus libri, cum aeneis figuris, Johannes Jonstonus,... concinnavit (J. J. Schipperi, Amsterdam, 1657).[1]
- Historiae naturalis de insectis libri II, de serpentibus et draconibus libri II, cum aeneis figuris, Joh. Jonstonus,... concinnavit (Ad Moenum 1653; reissued J. J. fil. Schipper, Amsterdam, 1657, reissued 1665).
- Historiae naturalis de insectis libri III, de serpentibus et draconibus libri II, cum aeneis figuris, Joh. Jonstonus,... concinnavit (deux parties en un volume, J. J. fil. Schipper, Amsterdam, 1657, reissued 1667).
- Historiae naturalis de exanguibus aquaticis libri IV, cum figuris aeneis, Joannes Jonstonus,... concinnavit (J. J. Schipperi, Amsterdam, 1657, reissued 1665).
- Historiae naturalis de piscibus et cetis libri V, cum aeneis figuris, Johannes Jonstonus,... concinnavit (J. J. Schipperi, Amsterdam, 1657).
- Historiae naturalis de avibus libri VI cum aeneis figuris Johannes Jonstonus,... concinnavit (J. J. Schipperi, Amsterdam, 1657).
- De Communione veteris Ecclesiae syntagma, ex bibliotheca Johannis Jonstoni,... (Elsevir, Amsterdam, 1658).
- Johannis Jonstonii,... de Festis Hebraeorum et Graecorum schediasma (V.J. Trescheri, Bratislava, 1660).
- Naeukeurige Beschryving Van de Natuur der Vier-voetige dieren, ... en Draken. Dutch translation by M. Grausius of the Historiae naturalis... libri I-VI (I. I. Schipper, Amsterdam, 1660). Some copies with contemporary hand-coloured engravings exist.
- Magni Hippocratis,... Coacae praenotiones, graece et latine... cum versione D. Anutii Foesii,... et notis Joh. Jonstoni,... (Elsevir, Amsterdam, 1660).
- Idea hygieines recensita, libri II. Johannes Jonstonus,... cum cura revidit (V.J. Trescheri, Jena, 1661, reissued 1667).
- Notitia regni mineralis, seu Subterraneorum catalogus, cum praecipuis differentiis (V.J. Trescheri, Leipzig, 1661).
- Notitia regni vegetabilis, seu Plantarum a veteribus observatarum... in suas classes redacta series (V.J. Trescheri, Leipzig, 1661).
- Dendrographias, sive historiae naturalis de arboribus et fructicibus, tam nostri quam peregrini orbis, libri decem, figuris aeneis adornati, Johannes Jonstonus,... concinnavit... (M. Meriani, Frankfurt, 1662).
- Historiae naturalis de serpentibus, libri II, Joannes Jonstonus,... concinnavit (J. J. Schipperi, Amsterdam, 1667).
- A Description of the Nature of Four-footed Beasts (London, 1678). An English translation of Historiae naturalis de quadripedibus, with 80 engraved illustrations.History of Science: A description of the nature of four-footed beasts: with their figures engraven in brass: Contents
- (LA) Theatrum universale omnium animalium insectorum, Heilbronn, Franz Josef Eckebrecht, 1767.